# Полоннарува (округ)
Полоннарува (синг. පොළොන්නරුව දිස්ත්‍රික්කය, там. பொலன்னறுவை மாவட்டம்) — один з 25 округів Шрі-Ланки. Входить до складу Північно-Центральної провінції країни. Адміністративний центр — місто Полоннарува.
Площа округу становить 3403 км².
Населення округу за даними перепису 2012 року становить 359 197 осіб.

## Історія
Протягом багатьох років Полоннарува була резиденцією королів Анурадхапури. Наприкінці X ст. після окупації південно-індійською імперією Чола, Полоннаруві було надано статус столиці. У 1070 ланкійський король Віджаябаху I звільнив Полоннаруву та вигнав загарбників з острову і відновив сингальський суверенітет. У 1073 р. він формально зійшов на престол в Анурадхапурі та затвердив Полоннаруву адміністративною столицею острова. За правління короля Паракрамабаху Великого (1153–1186 рр.) Ланка стала відома як одна з найбагатших країн сходу. Величезні сили та засоби король направив на будівництво складної іригаційної системи. Досі збереглися штучне озеро Паракрама Самудра, канали, басейни.
З кінця XII ст. на острові взяли гору відцентрові сили, і за 19 років (з 1196 по 1215 рр.) на сингальському престолі змінилося 12 правителів. Міжусобиці послабили острів економічно і політично, і в 1212 році він був завойований Пандієм I. У 1215 році на півночі країни висадилося військо Магха з індійської держави Калінга, яке розграбувало північні та північно-східні райони острова. У другій чверті XIII ст. Паракрамабаху II відвоював Полоннаруву і відтіснити тамільців на півострів Джафна. З 1236 року Полоннарува у складі королівства Джафна, а з 1620 року під португальським колоніальним управлінням. З початку XVII ст. під управлінням голландської Ост-Індської компанії, а з 1802 під британським контролем. У 1833 році Полоннарува у складі Північно-Центральної провінції.
У 1982 році стародавнє місто Полоннарува було оголошене об'єктом Всесвітньої спадщини ЮНЕСКО. Головною визначною пам'яткою Полоннаруви є кам'яний храм Гал Віхарайя. Чотири статуї Будди в різних позах висічені в гранітній скелі і датуються XII ст.